# Unbreakable (álbum de Janet Jackson)
Unbreakable es el decimoprimer álbum de estudio de la cantante estadounidense Janet Jackson. Lanzado el 2 de octubre de 2015 por la primera vez con su propia discográfica, llamada Rhythm Nation (socia de BMG). Ella habría roto relaciones con Island Records en 2008 con su álbum anterior Discipline. La intérprete fue considerada la primera artista femenina afroamericana en crear su propia discográfica y la primera artista después de Madonna con Maverick Records en crear su discográfica. Jackson se separó de Island Records en 2008 debido a la insatisfacción por la falta de promoción de la compañía para su décimo álbum de estudio, Discipline (2008). La cantante comenzó a grabar material nuevo con el productor Rodney Jerkins al año siguiente, pero finalmente abandonó el proyecto. Se ocupó de papeles cinematográficos y se embarcó en una gira mundial de conciertos y en 2013 anunció su tercer matrimonio con el empresario catarí Wissam Al Mana. Dos años después, en mayo de 2015, Jackson anunció que se embarcaría en el Unbreakable World Tour y lanzaría Unbreakable.
Colaboran en la producción del álbum Jimmy Jam y Terry Lewis, quienes han sido colaboradores de Janet desde hace mucho tiempo.
Son sencillos de álbum las canciones No Sleep, Burnitup!, Dammn Baby y Unbreakable. La canción No Sleep con la participación de J. Cole y para la canción "Burnitup!", contó con la participación de Missy Elliot. Unbreakable contiene un homenaje muy sentido a su hermano Michael Jackson.

## Antecedentes
Después de hacer una gira mundial llamada Number Ones, Up Close and Personal y crear su discográfica Rhythm Nation al término de un contrato con Island Records, Janet fue premiada con Ultimate Icon por BET, el cual fue recibido como "el regreso de Janet a el mundo de los espectáculos". El día de su cumpleaños, mediante un corto video, anunció nueva música y gira.
Después de lanzar su décimo álbum de estudio Discipline en 2008, Jackson se separó de su sello discográfico durante 14 meses, Island Records . Un portavoz de la cantante agregó: "[Jackson] tendrá autonomía sobre su carrera, sin las restricciones de un sistema de etiquetas... Siempre conocida por abrir nuevos caminos y marcar tendencias, la salida de Jackson de Island Records la convierte en una de las primeras superestrellas". los artistas tengan la libertad individual de promocionar su trabajo a través de una variedad de vías como iTunes, operadores de telefonía móvil y otros canales diversos e innovadores". Mariel Concepcion de la revista Billboard sugirió que "Jackson parecería encajar de forma natural en Live Nation Artists, que ya es la casa de Jay-Z, Nickelback y Shakira". Al año siguiente, sufrió la inesperada muerte de su hermano Michael Jackson y más tarde le rindió un homenaje especial en los MTV Video Music Awards de 2009. También terminó su relación de siete años con el productor discográfico Jermaine Dupri
Como empresa conjunta con EMI , Universal Music Enterprises lanzó posteriormente su segunda compilación de grandes éxitos, Number Ones (2009) bajo A&M Records . Aunque comenzó a grabar material nuevo con el productor Rodney Jerkins , finalmente abandonó el proyecto, aún sin querer especificar si tenía la intención de firmar con un sello importante o lanzar música de forma independiente. UMe y A&M lanzaron más tarde su tercera compilación Icon: Number Ones (2010) como el debut de la serie de álbumes Icon , diseñada para presentar "los grandes éxitos, melodías exclusivas y favoritos de los fanáticos de los artistas más populares en la historia de la música". Después de protagonizar largometrajes ¿Por qué me casé también? y For Colored Girls en 2010, se embarcó en la gira mundial de conciertos Number Ones, Up Close and Personal en 2011 para promocionar su segunda compilación. En 2013, indicó que una vez más estaba trabajando en un nuevo disco. Más tarde ese año, también reveló que estaba casada con su tercer marido, el empresario catarí Wissam Al Mana. Anunció en mayo de 2015 que se embarcaría en el Unbreakable World Tour y lanzaría su undécimo álbum de estudio a través de su sello discográfico independiente recién formado como resultado de una asociación entre ella y BMG.

## Grabación
En octubre de 2009, apenas un mes antes de que Jackson lanzara su segundo álbum recopilatorio Number Ones (2009), el productor estadounidense Rodney "Darkchild" Jerkins reveló que estaban trabajando juntos en el undécimo álbum de estudio del cantante:
 Desde que hemos estado trabajando... siento que el estudio se ha convertido en un segundo hogar para ella porque con toda la situación con Michael [Jackson] sucediendo, y siento que ahora mismo, emocionalmente, ella puede venir aquí y dejar que todo su sentimientos fuera. [...] Tienes que entender, ella perdió a su hermano. Estuvo en una relación durante siete años [con Jermaine Dupri] que ya terminó. Hay cosas que ella me dijo y yo ni siquiera me di cuenta. Ya sabes, ciertas [cosas] como la autoestima con las que ni siquiera me di cuenta de que ella tuvo que lidiar durante años, ya sabes. ... Ella está trabajando en su libro y se ocupará de eso en su libro, pero también en las canciones, ciertas canciones que estamos abordando de frente. Y a veces puede ser un tema delicado para nosotros, y tuve que persuadirla: 'Vamos, hablemos de eso'. Y ella lo ha estado haciendo, y es una profesional en ello.

En agosto de 2014, el productor y el ingeniero Ian Cross, que trabajó en sus últimos tres discos de estudio, confirmó en una entrevista con el monitor de estudio fabricante Barefoot sonido que estaba trabajando en el nuevo álbum de Jackson, declarando: "El nuevo álbum va a ser grande. es un proceso. Hay mucho en la tienda, aún por venir", también diciendo que trabajaban en estudios de grabación en Catar, París y Oriente Medio. Él afirma que él y el cantante "tenía un poco más de una relación especial, porque nos hicimos amigos de forma natural. Te encuentras con mucha gente y que se convierten en amigos con un par de ellos, pero a veces hay una persona a convertirse en muy buenos amigos con. Después de las declaraciones de la Cruz, Jackson respondió a sí misma en el rumor, sin confirmar ni negar las obras, que dice: 'Si hay un nuevo proyecto, se escucha de mis labios', escribió ella.

## Composición
Unbreakable se ve dividido en 2 partes. La primera parece contener canciones en su mayoría Electronic dance y R&B. Mientras que la segunda experimenta un poco, parece tener influencias de folk y el Doo wop.
El disco se abre con la canción "Unbreakable", un mid-tempo de R&B, que describe la devoción inquebrantable de Jackson para sus aficionados. La siguiente pista "Burnitup!" Es un up-tempo electrónico, con muestras vocales procesadas y un beat típico del género House. "Dammn Baby", la tercera pista, tiene toques muy pronunciados de bajo y percusión, y trozos de anterior sencillo "I Get Lonely" en su descomposición. En la cuarta canción "The Great Forever", ella se informa a sonar como su difunto hermano Michael Jackson, y se dirige a la curiosidad sobre su vida romántica. La siguiente pista, "Shoulda Known Better" se abre como una balada, sino que se desarrolla en EDM mientras va progresando la canción. La siguiente canción "Broken Hearts Heal" es una canción con armonías vocales, y un tributo a su hermano Michael, recordando una infancia llena de cantar y reír juntos. Pista 8 "Night" es una canción House que acompaña a la voz entrecortada por Jackson. La novena canción y el primer sencillo del álbum, "No Sleep", es una canción R&B, que se encuentra líricamente Jackson cantando sobre un romance de larga distancia. Esta canción tiene "sentimentales" teclados e increíbles hi-hats y kicks.
A partir de la segunda parte, "Dream Maker/Euphoria", la décima pista, es una canción R&B con un alma de la muestra. La undécima canción "2 B Loved" se describe líricamente como una "celebración entusiasta de la fuerza del amor", con una "explosión de dance-pop". Siguiente pista "Take Me Away" tiene una vibra electro-rock y líricamente busca de escape con un amante. La siguiente y decimotercera canción "Promise", es un interludio. La siguiente pista, "Lessons Learned", está construido sobre una "arrancada" figura de la guitarra, en el que Jackson canta sobre una relación abusiva en que la víctima mantiene de esa manera. "Black Eagle", la siguiente canción, es una canción de dos partes que establece su misticismo y la autoayuda en frases inspiradoras. Se dirige a las luchas de hoy, pero va con "Porque cada vida importa. Todos tenemos que hacerlo mejor." La siguiente pista "Well Traveled" se describe como una de las baladas más sentimentales de la artista. La pista de cierre, "Gon' B Alright", es considerado rock psicodélico, y se comparó con Sly & The Family Stone por su sonido.

## Sencillos
El primer sencillo, titulado "No Sleep", fue lanzado el 22 de junio de 2015. La versión del álbum de la canción cuenta con versos adicionales del rapero J. Cole. Debutó en el Billboard Hot 100 en el número 63, marcando su 40.ª entrada en el chart. El vídeo musical para el tercer sencillo, titulado "Dammn Baby", se publica el 4 de mayo de 2016 en YouTube y su página oficial de Facebook. La canción debutó en el Adult R&B Songs en el número 20.

## Lanzamiento y Promoción

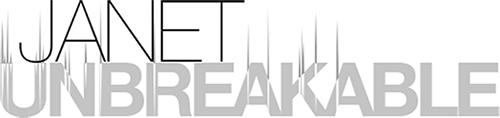
Logotipo del álbum

El 16 de mayo de 2015, en su cumpleaños, Jackson anunció un nuevo álbum y gira mundial y declaró "Prometí que se oye de mis labios. Y ahora se quiere. Este año, nueva música, nueva gira mundial, un nuevo movimiento, he estado escuchando, mantengamos la conversación". Más tarde se anunció que lanzará su nuevo álbum en el otoño de 2015 bajo su propio sello discográfico, Rhythm Nation, distribuido por la gestión de derechos BMG . El lanzamiento de Rhythm Nation marca a Jackson como una de las pocas mujeres afroamericanas para establecer un sello discográfico. En junio, lanzó el primer sencillo del álbum, "No Sleep". Para promover aún más el álbum, Jackson se embarcó en la acompaña Unbreakable World Tour en agosto de 2015. Boletos preventa se pusieron a disposición exclusivamente a American Express y Citibank antes de que los boletos de admisión general salieran a la venta el 22 de junio de 2015. próximo álbum de Jackson era también disponible para pre-pedido,  El 19 de septiembre de 2015, Jackson se lleve a cabo en el Festival de Música iHeartRadio en el MGM Grand Garden Arena. Sin embargo, el 18 de septiembre, su representante confirmó que se había retirado de la fiesta. Debido al embarazo de Jackson, el Unbreakable World Tour tuvo que aplazarse hasta septiembre de 2017 rebautizado como State Of The World Tour, con una nueva lista de canciones y vestuario.
Promocionó el álbum a través de las redes sociales, frecuentemente usando el hashtag #ConversationsInACafe así como lemas "He estado escuchando" y "Sigamos la conversación". Para promocionar aún más el álbum, Jackson se embarcó en una nueva gira que originalmente realizaría en 2015, admitiendo que estaba bastante emocionada.

## Recepción Comercial
Unbreakable debutó en la cima del Billboard 200 Albums en la semana que finalizó el 8 de octubre de 2015.. El álbum vendió 116.000 unidades en su primera semana, que incluye streaming y ventas de canciones digitales individuales. De esa suma, el álbum vendió 109.000 en las ventas físicas. Unbreakable se convirtió en el séptimo álbum número uno de Jackson en ese chart. El álbum también abrió la cima de la lista de álbumes independiente de Estados Unidos. En su segunda semana, Unbreakable cayó al número ocho en el Billboard 200 con 30.000 unidades vendidas del álbum equivalentes, lo que representó una caída de 74 por ciento en las ventas de discos. De esa cifra, 27.911 eran ventas físicas. Ya para el 28 de abril de 2016, Unbreakable ha vendido 253.000 copias en el país. En Canadá, el álbum también debutó en el número uno, con unas ventas de 4.300 unidades, lo que representó las ventas más bajas para un álbum debutó en el número uno en 2015. Se convirtió en el segundo álbum de las listas de éxitos de Jackson en Canadá en la era Soundscan desde que All for You debutó cima de las listas en 2001.
En el Reino Unido el álbum debutó en el número once, que representa su debut más alto en ese país desde 2001, cuando All for You debutó en el número dos. Sus álbumes anteriores habían perdido los veinte primeros con Damita Jo, 20 Y.O y Discipline, lo cual se consideró un gran avance en las listas internacionales para Jackson en muchos años.

## Recepción Crítica
Unbreakable recibió críticas positivas. En Metacritic, que asigna una media ponderada calificación de 100 a valoraciones de los críticos de música, el álbum recibió una puntuación media de 75, lo que indica "críticas generalmente favorables" sobre la base de 22 críticos. Jim Fusilli de The Wall Street Journal complementa la voz de Jackson, así como sus esfuerzos para elaborar un sonido contemporáneo, pero familiar para añadir a su catálogo diverso. Él señala que ella y sus productores primarios, Jam y Lewis, "explorar una gama satisfactoria de estilos musicales de cuerda pulsada de todo el lapso de la historia del pop", incluyendo el funk , la música electrónica y el alma . De acuerdo con Jed Gottlieb del Boston Herald , " A diferencia de sus compañeros, Jackson no teme lenta quema de R&B. Este tipo de tranquila tormenta alma aparece una y otra vez, en la gran balada 'Well Traveled' y el primer single 'No Sleep'." Escribiendo para la revista Entertainment Weekly, Kyle Anderson llama el álbum "su conjunto más diverso musicalmente desde peculiar, hipersexual de 1997 The Velvet Rope" y añadió que "el aspecto más emocionante de Unbreakable es su voluntad de experimentar." Jon Pareles de The New York Times comentó que Jackson representa a un personaje mucho más moderado en comparación con la naturaleza explícita de sus discos anteriores. Él afirma que "En la mayor parte de 'Unbreakable', que interpreta a la hermana grande, alguien que es feliz en el amor, dispuesto a ofrecer consejos y deseando por un mundo mejor. Es un papel benigno, pero modesta, reforzada por la música. " Newsday's Glenn Gamboa escribió que Unbreakable refleja su maduración, afirmando que después de un período tumultuoso en su carrera después de la controversia sobre el espectáculo de Medio tiempo del Super Bowl XXXVIII, Jackson finalmente parece como ella de nuevo, en realidad, una versión aún más sabia de sí misma. Pitchfork le dio una calificación de 8.0, catalogando el álbum como el mejor trabajo de la artista desde Damita Jo, halagando su consistencia y madurez, distanciándose de cualquier trabajo que haya realizado hasta la fecha.

## Gira
La gira comenzó el 31 de agosto de 2015 y lleva el nombre del álbum y que se desarrolla por Estados Unidos y Canadá. El recorrido incluye: Toronto, Miami, Atlanta, Las Vegas, Los Ángeles, San Diego, California, Chicago y Hawái.
Repercusiones de prensa, según USA Today: "Janet Jackson arrancó su gira 'Unbreakable' con un espectáculo sobrehumano" y "Janet arrasa...".
Debido al embarazo de Jackson, el Unbreakable World Tour tuvo que aplazarse hasta septiembre de 2017 rebautizado como State Of The World Tour, con una nueva lista de canciones y vestuario.
En marzo de 2016, se pospuso la etapa europea de la gira. El 6 de abril de 2016, Jackson anunció que debido a una planificación familiar, pospondría todas las fechas restantes de la gira. 
Ella dijo: "Por favor, si pueden, intenten comprender que es importante que haga esto ahora. Tengo que descansar, según las órdenes del médico. Pero no me he olvidado de ustedes. Continuaré el recorrido tan pronto como pueda". Según el promotor de conciertos Live Nation, la gira se reanudará en 2017 y las entradas se honrarán con fechas reprogramadas; Los reembolsos también estuvieron disponibles.

## Posicionamiento en las listas
| Listas semanales                                 | Posición (2015) |
| ------------------------------------------------ | --------------- |
| Australia (ARIA)                                 | 11              |
| Bélgica (Wallonia)                               | 1               |
| Canadá (Billboard)                               | 1               |
| Chequia (IFPI)                                   | 3               |
| Países Bajos (MegaCharts)                        | 1               |
| Francia (SNEP)                                   | 4               |
| Alemania (BVMI)                                  | 3               |
| Irlanda (IRMA)                                   | 7               |
| Italia (FIMI)                                    | 1               |
| Japón (Oricon)                                   | 18              |
| Escocia (OCC)                                    | 1               |
| Corea del Sur (Gaon Chart)                       | 5               |
| España (PROMUSICAE)                              | 36              |
| Suecia (Sverigetopplistan)                       | 4               |
| Suiza (Schweizer Hitparade)                      | 1               |
| Reino Unido (UK Albums Chart)                    | 11              |
| Estados Unidos (Billboard Hot 200)               | 1               |
| Estados Unidos (Billboard Top R&B/Hip-Hop Álbum) | 1               |

## Lista de pistas
| Lista de canciones de Unbreakable – (Standard edition) |                                 |                                                            |                                   |          |  |
| N.º                                                    | Título                          | Escritor(es)                                               | Productor                         | Duración |  |
| 1.                                                     | «Unbreakable»                   | Janet Jackson James Harris III Terry Lewis Thomas Lumpkins | Jackson Jimmy Jam and Terry Lewis | 3:38     |  |
| 2.                                                     | «Burnitup!» (con Missy Elliott) | Jackson Harris III Lewis Dwayne Abernathy Melissa Elliott  | Jackson Jam & Lewis Dem Jointz    | 4:09     |  |
| 3.                                                     | «Dammn Baby»                    | Jackson Harris III Lewis Abernathy                         |                                   | 3:55     |  |
| 4.                                                     | «The Great Forever»             | Jackson Harris III Lewis                                   |                                   | 4:18     |  |
| 5.                                                     | «Shoulda Known Better»          | Jackson Harris III Lewis                                   |                                   | 4:45     |  |
| 6.                                                     | «After You Fall»                | Jackson Harris III Lewis                                   |                                   | 4:48     |  |
| 7.                                                     | «Broken Hearts Heal»            | Jackson Harris III Lewis                                   |                                   | 3:42     |  |
| 8.                                                     | «Night»                         | Jackson Harris III Lewis Lumpkins Michaela Renee Shiloh    |                                   | 4:14     |  |
| 9.                                                     | «No Sleeep» (con J. Cole)       | Jackson Harris III Lewis Jermaine Cole                     | Jackson Jam & Lewis               | 4:20     |  |
| 10.                                                    | «Dream Maker / Euphoria»        | Jackson Harris III Lewis Lumpkins                          |                                   | 2:46     |  |
| 11.                                                    | «2 B Loved»                     | Jackson Harris III Lewis Lumpkins Abernathy                |                                   | 2:55     |  |
| 12.                                                    | «Take Me Away»                  | Jackson Harris III Lewis                                   |                                   | 4:18     |  |
| 13.                                                    | «Promise»                       | Jackson Harris III Lewis                                   |                                   | 0:57     |  |
| 14.                                                    | «Lessons Learned»               | Jackson Harris III Lewis                                   |                                   | 4:23     |  |
| 15.                                                    | «Black Eagle»                   | Jackson Harris III Lewis                                   |                                   | 3:17     |  |
| 16.                                                    | «Well Traveled»                 | Jackson Harris III Lewis                                   |                                   | 4:18     |  |
| 17.                                                    | «Gon B Alright»                 | Jackson Harris III Lewis Lumpkins                          |                                   | 3:54     |  |